# Alariaceae
Alariaceae é uma família de algas castanhas da ordem Laminariales.

## Descrição
A área de distribuição natural da família Alariaceae inclui as costas do Pacífico Nordeste, Sul da África, sul da Austrália e Nova Zelândia.

## Taxonomia e sistemática
Na sua presente circunscrição taxonómica a família Alariaceae inclui os seguintes géneros:
- Alaria
- Eualaria
- Lessoniopsis
- Pleurophycus
- Pterygophora
- Undaria (inc. wakame)
- Undariella